# Buada
Buada (anglicky Buada Lagoon) je jezero na ostrově Nauru v Mikronésii. Má rozlohu 0,13 km². Průměrná hloubka je 24 m a dosahuje maximální hloubky 78 m.

## Vlastnosti vody
Voda v jezeře je mírně brakická.

## Vodní režim
Jezero nemá žádný přítok ani odtok.

## Pobřeží
Na rozdíl od zbytku ostrova se nachází v blízkosti jezera relativně velké množství stromů.